# Gouvernement Jørgensen III
 (septembre 2023).
Si vous disposez d'ouvrages ou d'articles de référence ou si vous connaissez des sites web de qualité traitant du thème abordé ici, merci de compléter l'article en donnant les références utiles à sa vérifiabilité et en les liant à la section « Notes et références ».
Royaume de Danemark
Jørgensen II Anker Jørgensen IV
Le cabinet Anker Jørgensen III est le gouvernement du royaume de Danemark en fonction du 30 août 1978 au 26 octobre 1979.
Il est dirigé par le ministre d'État social-démocrate Anker Jørgensen et soutenu par une coalition réunissant les Sociaux-démocrates (SD) et la Venstre (V)
Il succède au cabinet Anker Jørgensen II et est suivi du cabinet Anker Jørgensen IV.

## Composition
- Les nouveaux ministres sont indiqués en gras, ceux ayant changé d'attributions en italique.

| Fonction                                                               | Titulaire       | Titulaire                                    | Parti |
| ---------------------------------------------------------------------- | --------------- | -------------------------------------------- | ----- |
| Premier ministre                                                       |                 | Anker Jørgensen                              | SD    |
| Ministre des Affaires étrangères                                       |                 | Henning Christophersen                       | V     |
| Ministre des Finances                                                  |                 | Knud Heinesen                                | SD    |
| Ministre sans portefeuille pour la Coordination économique             |                 | Per Hækkerup (jusqu'au 13 mars 1979)         | SD    |
| Ministre de l'Environnement                                            |                 | Ivar Nørgaard                                | SD    |
| Ministre des Affaires ecclésiastiques                                  |                 | Egon Jensen                                  | SD    |
| Ministre de l'Éducation                                                |                 | Ritt Bjerregaard (jusqu'au 22 décembre 1978) | SD    |
| Ministre de l'Éducation                                                | Dorte Bennedsen |                                              | SD    |
| Ministre de la Culture                                                 |                 | Niels Matthiasen                             | SD    |
| Ministre de la Défense                                                 |                 | Poul Søgaard                                 | SD    |
| Ministre du Travail                                                    |                 | Svend Auken                                  | SD    |
| Ministre du Logement                                                   |                 | Erling Olsen                                 | SD    |
| Ministre de la Pêche                                                   |                 | Svend Jakobsen                               | SD    |
| Ministre du Commerce                                                   |                 | Arne Christiansen                            | V     |
| Ministre de la Justice                                                 |                 | Nathalie Lind                                | V     |
| Ministre de l'Agriculture                                              |                 | Niels Anker Kofoed                           | V     |
| Ministre de l'Intérieur                                                |                 | Knud Enggaard                                | V     |
| Ministre de l'Économie                                                 |                 | Anders Andersen                              | V     |
| Ministre du Groenland                                                  |                 | Jørgen Peder Hansen                          | SD    |
| Ministre des Affaires sociales                                         |                 | Erling Jensen                                | SD    |
| Ministre des Travaux publics                                           |                 | Ivar Hansen                                  | V     |
| Ministre sans portefeuille chargé des questions de politique étrangère |                 | Lise Østergaard                              | SD    |